# Yoon Si-ho
Yoon Si-ho (kor. 윤시호; * 12. Mai 1984 in Yesan) ist ein südkoreanischer Fußballspieler.
2011 änderte er seinen Namen von Yoon Hong-chang (윤홍창) in Yoon Si-ho (윤시호).

## Karriere
Yoon Si-ho erlernte das Fußballspielen in der Jugendmannschaft der FC Seoul. Hier unterschrieb er 2003 auch seinen ersten Vertrag. Von 2005 bis 2006 wurde er an den Sangju Sangmu FC ausgeliehen. Zu den Spielern des Vereins zählen südkoreanische Profifußballer, die ihren zweijährigen Militärdienst ableisten. 2010 gewann er mit dem FC Seoul die Meisterschaft und den Korean League Cup. 2011 wechselte er zum Daegu FC. Das Fußballfranchise aus Daegu spielte K League Classic, der höchsten Spielklasse Südkoreas. 2012 kehrte er zum FC Seoul zurück. Mit Seoul feierte er 2012 seine zweite Meisterschaft. 2013 spielte er bei den Chunnam Dragons und Gyeongju KHNP. Der thailändische Zweitligist Pattaya United nahm ihn Anfang 2014 unter Vertrag. Mit dem Verein aus Pattaya spielte er in der zweiten Liga des Landes, der Thai Premier League Division 1. Der Ligakonkurrent Trat FC aus Trat nahm ihn 2015 unter Vertrag. Mit Trat stieg er Ende 2015 in die dritte Liga ab. Wo er von 2016 bis 2017 gespielt hat, ist unbekannt. Von Januar 2018 bis April 2019 stand er bei dem unterklassigen südkoreanischen Verein Daejeon Birthday Bando Dream Team unter Vertrag. Von Mai 2019 bis Dezember 2019 pausierte er. Im Januar 2020 schloss er sich dem unterklaissgen Seoboo FC an.

## Erfolge
FC Seoul
- Südkoreanischer Ligapokalsieger: 2010
- Südkoreanischer Meister: 2010, 2012